# 土橋慶三
土橋 慶三（つちはし けいぞう、1896年 - 1981年）は、伝統こけし収集家・研究家。北海道函館市生まれ。1916年麻布中学校（旧制）卒業、1919年慶應義塾大学独文科中退。新人文学会会長、東京こけし友の会常任理事。

## 略歴
1921年、小山内薫が主宰した松竹キネマ研究所の第1回作品で、松竹蒲田撮影所で製作された映画「路上の霊魂」に端役で出演。その後も小山内との交流は続いた。1929年には「三田文学」第4巻第3号（小山内薫記念号）に「映画人として」を執筆している。1935年（昭和10年）頃よりこけしに興味を持ち、1939年（昭和14年）には、「東京こけし会」（戦後の東京こけし友の会とは別）に入会した。1940年7月に開店した「茶房鴻」は、渡辺鴻・亜沙夫妻の主宰するサロンでこけしの頒布も行ったが、土橋慶三はその常連メンバーとなった。1942年（昭和17年）に菊楓会同人として、金森遵、溝口三郎、西田峯吉と共著で『古計志加々美』（菊楓会）を刊行した。
戦後は、新人文学会を結成、新人作家の発掘に努めた。新人文学会編集では阿部弘子、市川江美子ほか『青春の扉』（新文書院、1948年）、新人文学会発行では、千葉かつを『ゼロ』（1951年）、山本士行『若い年輪』（1951年）、太田和也『父と黒オーバア』（1952年）、佐々木ゆずる、芳木純夫、井上三義ほか『新人文学自選作品集5』（1951年）、山本リエ『燃える夕焼け空に立つ時』（1988年）、山本リエ『消えないねずみ花火 金嬉老問題と私』（1974年）などがある。
戦後の東京のこけし蒐集活動は、美容家の名和好子、その夫の名和明行が中心になり、その夫妻の「カスミ会」と言うサロンでから、東京こけし友の会へと発展していった。土橋慶三はこれらに積極的に参加し、東京こけし友の会設立にも参画し幹事となった。1955年（昭和30年代）頃より、鳴子の全国こけし祭りのコンクールが始まるが、ここでも土橋慶三は審査員として、対象こけしから新型こけしを厳しく排除する姿勢を維持し続けた。この頃、こけし愛好家・収集家の啓蒙の中心となったのは、西田峯吉と土橋慶三であった。その目的は、「新型こけし」から「伝統こけし」を守ること。こけし愛好家・収集家を増やすことによって、こけし工人の生活を安定させるということであった。こうした土橋慶三などの活動の結果、新型こけしから「伝統こけし」が擁護されたともいえる。1961年、『こけしガイド』（美術出版社）を出版し、伝統こけし工人を網羅することによって「伝統こけし」という概念を規定した。こけし愛好家（収集家）は、このガイドを片手に産地を訪ねるという新しい動きが始まり、愛好家・収集家の拡大にも貢献した。この他、古品こけしの復原にも取り組んでいる。原のこけしを工人のところに持ち込んでその復原を依頼するのである。鳴子では西田勘治型（1952年）、栄吉型（1960年頃）、万之丞型（1970年頃）などがそれである。1962年2月から1963年1月まで隔月（全6回）開催された「井の頭こけし研究会」にも参加。メンバーは、西田峯吉、土橋慶三、武田利一、小野洸、柴田長吉郎、久松保夫、中屋惣舜、浅賀八重子、箕輪新一、橋本正明の10名。柴田長吉郎が幹事役で、その勤務先の日本無線井の頭クラブを主な会場として研究会が開催されたので「井の頭こけし研究会」と呼ばれていた。それぞれ発表資料を持ち回りで作成し、対象のこけしを持ち寄って研究・懇談を行った。

## 著書
- 『こけしの描彩』（上・下）美術出版社（1958年）
- 『東北の顔 伝統こけしポケットガイド』緑書店（1975年、1978年5版改訂版）
- 『わがでくの坊伝』新人文学会（1980年）
- 『こけしの旅』未来社（1983年）
- 『こけし工人伝』未来社（1984年）

## 編著・共著
- 土橋慶三・金森遵・溝口三郎・西田峯吉『古計志加々美』菊風会（1943年）
- 土橋慶三・西田峯吉『こけし』美術出版社（1956年）
- 米浪庄弌他監修、土橋慶三責任編集『こけしの美』未来社（1961年）
- 菅野新一・土橋慶三・西田峯吉編『こけしのふるさと』 未来社（1972年）
- 土橋慶三・柴田長吉郎『伝統こけしガイド』美術出版社（1973年）限定版あり。
- 菅野新一監修、土橋慶三・西田峯吉編『こけし事典』岩崎美術社（1983年）

## 監修
- 『こけしガイド』美術出版社（1961年）
- 『こけし 伝統の美 みちのくの旅』立風書房（1975年）